# Anthropoides
Az Anthropoides a madarak osztályának darualakúak (Gruiformes) rendjébe és a darufélék (Gruidae) családjába tartozó nem.
Egyes rendszerbesorolások a Grus nemhez sorolják az ide tartozó fajokat.

## Rendszerezésük
A nembe az alábbi 2 faj tartozik:
- pártásdaru (Anthropoides virgo)
- paradicsomdaru (Anthropoides paradisea)